# Pera colombiana
Pera colombiana là một loài thực vật có hoa trong họ Peraceae. Loài này được Cardiel mô tả khoa học đầu tiên năm 1991.